# Tanger
Tanger (arabisch طنجة Tandscha, DMG Ṭanǧa, marokkanisches Tamazight ⵟⴰⵏⵊⴰ Ṭanja, Zentralatlas-Tamazight ⵜⵉⵏ ⵉⴳⴳⵉ Tin Iggi, spanisch Tánger) ist eine Hafenstadt im Norden Marokkos mit rund 1,4 Millionen Einwohnern. Sie gehört zur Präfektur Tanger-Asilah und liegt an der nordafrikanischen Küste, westlich der Straße von Gibraltar.
Dank ihrer strategischen Lage zwischen Afrika und Europa war Tanger über Jahrhunderte ein bedeutendes Handels- und Kulturzentrum. Heute ist die Stadt ein wirtschaftlicher Knotenpunkt Marokkos und spielt eine zentrale Rolle im internationalen Seehandel.

## Lage und Klima
Die Stadt Tanger liegt nahe der Nordwestspitze Marokkos und ist knapp 250 km (Fahrtstrecke) von der Hauptstadt Rabat entfernt; sie erstreckt sich zwischen mehreren küstennahen Hügeln in Höhen von ca. 10 bis 130 m. Das Klima wird sowohl vom Mittelmeer als auch vom Atlantik beeinflusst und kann sowohl mild als auch kalt und stürmisch sein; der für marokkanische Verhältnisse reichliche Regen (ca. 760 mm/Jahr) fällt ganz überwiegend in den Wintermonaten.
Südlich der Stadt befindet sich der Flughafen Tanger-Boukhalef; zwischen Tanger und Ceuta gibt es seit dem Jahr 2007 mit Tanger-Med einen Seehafen für den Container- und RoRo-Umschlag am Mittelmeer. Die Stadt ist an die Hochgeschwindigkeits-Eisenbahnstrecke LGV Tanger–Kenitra angeschlossen.

## Bevölkerung
| Jahr      | 1994    | 2004    | 2014    | 2024      |
| Einwohner | 497.147 | 687.667 | 945.952 | 1.275.428 |

Die Bevölkerung der Stadt besteht nahezu ausschließlich aus Angehörigen verschiedener Berberstämme der Umgebung. Die meisten sind – wegen der harten Arbeitsbedingungen in ihren Heimatdörfern, aber auch aus soziokulturellen Gründen (Hoffnung auf Arbeit, Verbesserung der materiellen Lebensbedingungen und der Gesundheitsvorsorge, bessere Möglichkeiten zur schulischen Ausbildung der Kinder etc.) – seit den 1970er Jahren zugewandert.

## Stadtgliederung

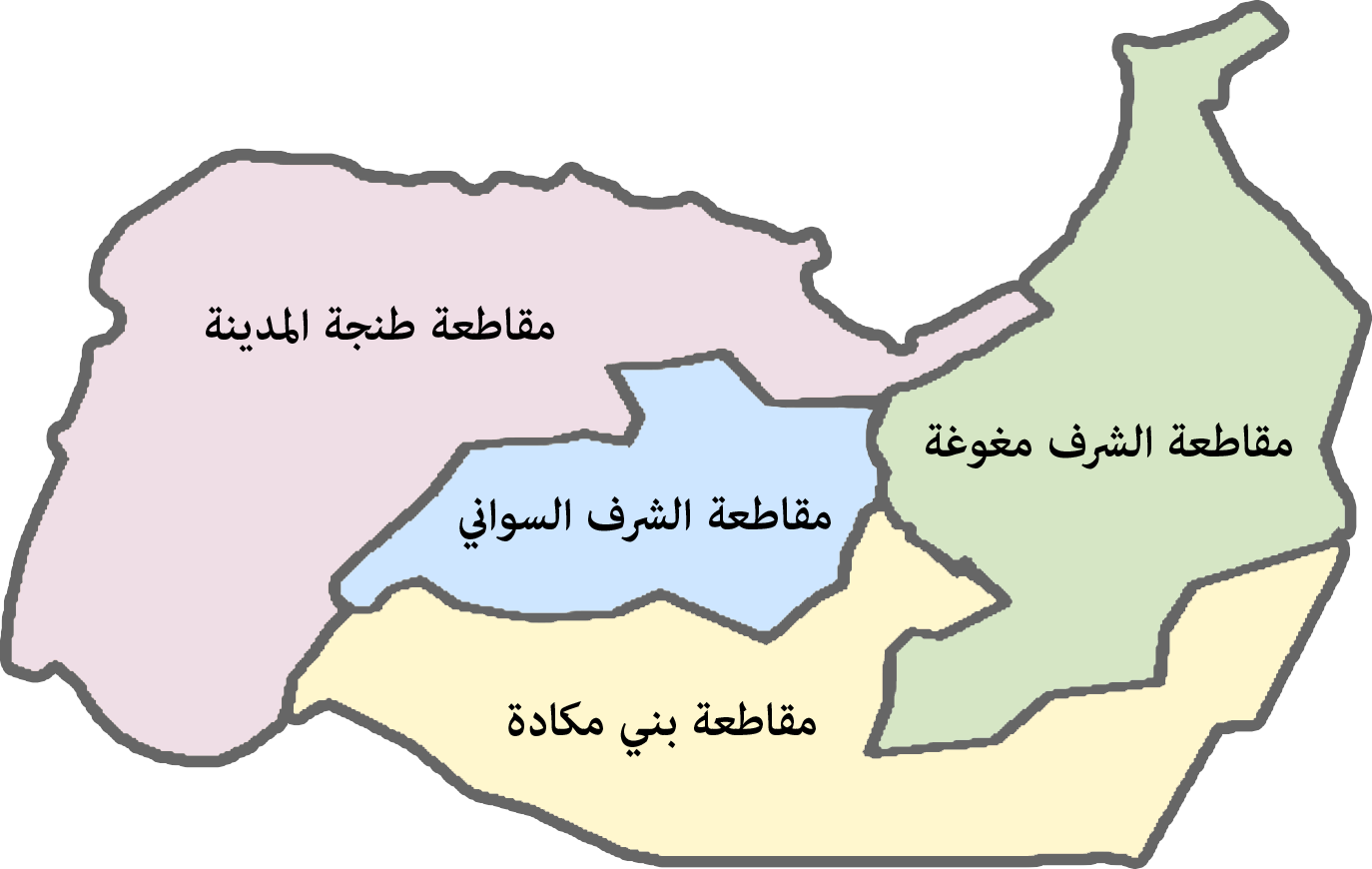

Tanger gliedert sich in vier arrondissements:
1. Tanger-Medina (طنجة المدينة) (243.082 Einwohner) (lila)
2. Bni Makada (بني مكادة) (386.191 Einwohner) (gelb)
3. Charf-Souani (الشرف السواني) (177.557 Einwohner) (blau)
4. Charf-Mghogha (الشرف مغوغة) (201.122 Einwohner) (grün)

## Wirtschaft
Tanger ist in erster Linie eine Hafen- und Handelsstadt, doch haben sich auch viele Handwerksbetriebe und Dienstleister aller Art angesiedelt. In riesigen Hallen in der Umgebung der Stadt werden beispielsweise Nordseekrabben gepult. Der Automobil-Konzern Renault produziert seit dem Jahr 2012 Fahrzeuge der Konzernmarke Dacia in Melloussa bei Tanger. Im Jahr 2015 wurden im Hafen Tanger-Med insgesamt 42,0 Millionen Tonnen Güter umgeschlagen, 2024 waren es bereits 142 Millionen Tonnen (darunter ca. 10 Millionen Container).
Darüber hinaus hat Tanger eine hohe touristische Bedeutung. Dabei handelt es sich in aller Regel um Tagesausflügler aus dem Urlaub in Andalusien. Tanger ist vom spanischen Tarifa aus nur etwa eine Stunde mit dem Schiff entfernt.

## Geschichte

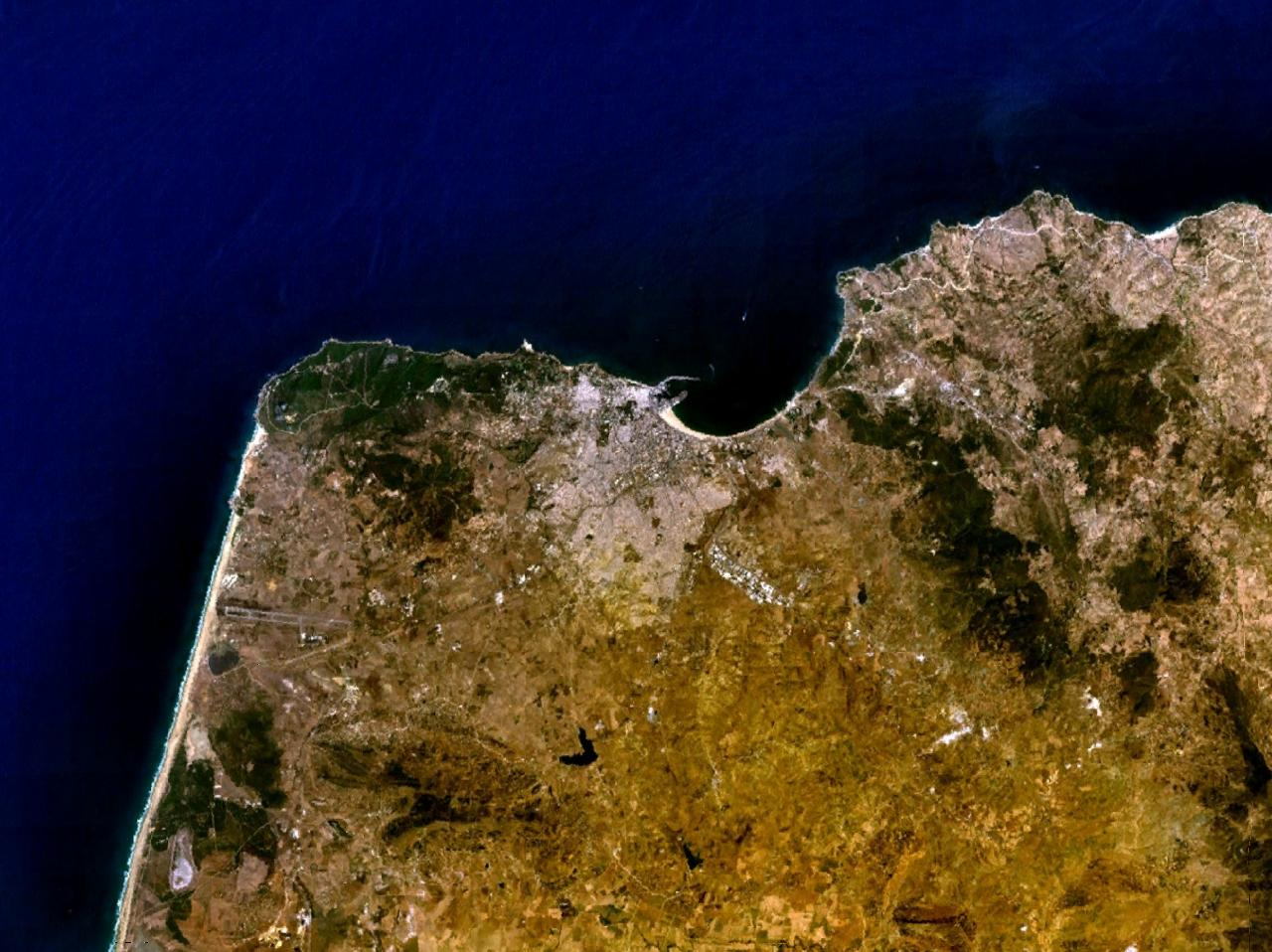
Satellitenaufnahme von Tanger

Der Legende nach hat Antaios, Sohn von Poseidon und Gaia, die Stadt gegründet. Herkules spaltete an dieser Stelle die Erde und schuf so die Meerenge von Gibraltar, in der Mittelmeer und Atlantik ihre Gewässer vermischen.
Wahrscheinlich wurde Tanger im 5. oder 6. Jahrhundert v. Chr. von Karthagern gegründet. Später geriet die Siedlung Tingis unter römische (siehe auch: Mauretania Tingitana) bzw. byzantinische Herrschaft, bevor sie im Jahr 702 von den Arabern erobert wurde.
Im Jahr 1471 hielten die Portugiesen Einzug, denen im Jahr 1580 die Spanier und 1661 die Engländer folgten – Katharina von Braganza brachte es als Mitgift in die Ehe mit Karl II. ein. Doch schon kurz darauf wurde Tanger 1684 an Marokko unter den Alawiden übergeben.
Die geographische Lage Tangers machte die Stadt zum marokkanischen Zentrum europäischer Diplomatie und Wirtschaft im ausgehenden 19. und beginnenden 20. Jahrhundert. 1838 gründete César Foa in der Stadt sein erstes Handelshaus. Ab 1844 betrieb der Banquier Moses Pariente ein Finanzinstitut, das hauptsächlich im Dienst britischer Handelshäuser stand. Eine internationale Krise löste die Rede Kaiser Wilhelms II. anlässlich seines Besuches der Stadt aus, die er am 31. März 1905 besuchte, da er dabei eine Erklärung zur fortwährenden Unabhängigkeit Marokkos abgab.

Der Nordwesten Afrikas 1912

Im Jahr 1912 verlor Marokko jedoch seine Unabhängigkeit und wurde faktisch zwischen Frankreich und Spanien geteilt, wobei letzteres gleich ganz Nordmarokko und einen Teil der Atlantikküste im Süden besetzte. Der Status von Tanger blieb ungeklärt. Im Jahr 1923 wurde die Stadt und ein kleines Gebiet um sie herum zur Internationalen Zone von Tanger erklärt und von acht Mächten verwaltet (Frankreich, Spanien, Großbritannien, Niederlande, Belgien, Portugal, Sowjetunion und seit 1928 Italien). Der Hafen von Tanger war zollfrei und so wurde der Schmuggel zum einträglichen Geschäft.
Tanger hatte im Jahr 1927 etwa 60.000 Einwohner, davon 35.000 Muslime und 15.000 Juden. 10.000 Einwohner waren Ausländer. Im Jahr 1950 lebten etwa 150.000 Einwohner in der Stadt, darunter 43.000 Christen und 15.000 Juden. So etablierte sich in der Zonenzeit eine einzigartige multiethnische Gemeinschaft der christlichen Nationalitäten und der jüdischen und muslimischen Untertanen des Sultans. Tanger konnte damals mit seiner Infrastruktur als modernste Stadt Afrikas bezeichnet werden; sie war jedoch niemals eine europäische Kolonie.

Karte von Spanisch-Marokko mit der Internationalen Zone von Tanger im Nordwesten (um 1955)

Dieser Zustand blieb, mit Ausnahme der Zeit von 1940 bis 1945, als es wegen des Zweiten Weltkrieges unter alleiniger spanischer Verwaltung stand, bis zum 29. Oktober 1956 erhalten (an die Stelle Italiens traten jedoch die USA und die UdSSR). Die Freizügigkeit der Stadt in den 1940er und 1950er Jahren machte sie zu einem Magneten für europäische und amerikanische Schriftsteller, für „Aussteiger“ und Außenseiter jeder Art. Auch viele bekennende Homosexuelle ließen sich in der toleranten Stadt nieder.
Am 29. Oktober 1956 traten die „Protokolle von Tanger“ in Kraft, die die Stadt mit dem wenige Monate zuvor wieder unabhängig gewordenen Staat Marokko wiedervereinigten und ihre Freizügigkeit beendeten. Danach begann auch der Exodus der rund 13.000 Juden oder Hebräer, wie sie sich nannten, aus Tanger. Seit etwa 2015 zählte die Stadt über eine Million Einwohner, etwa 5000 Ausländer werden offiziell von den verschiedenen Konsulaten gemeldet, und es soll nur noch 70 einheimische Juden geben.

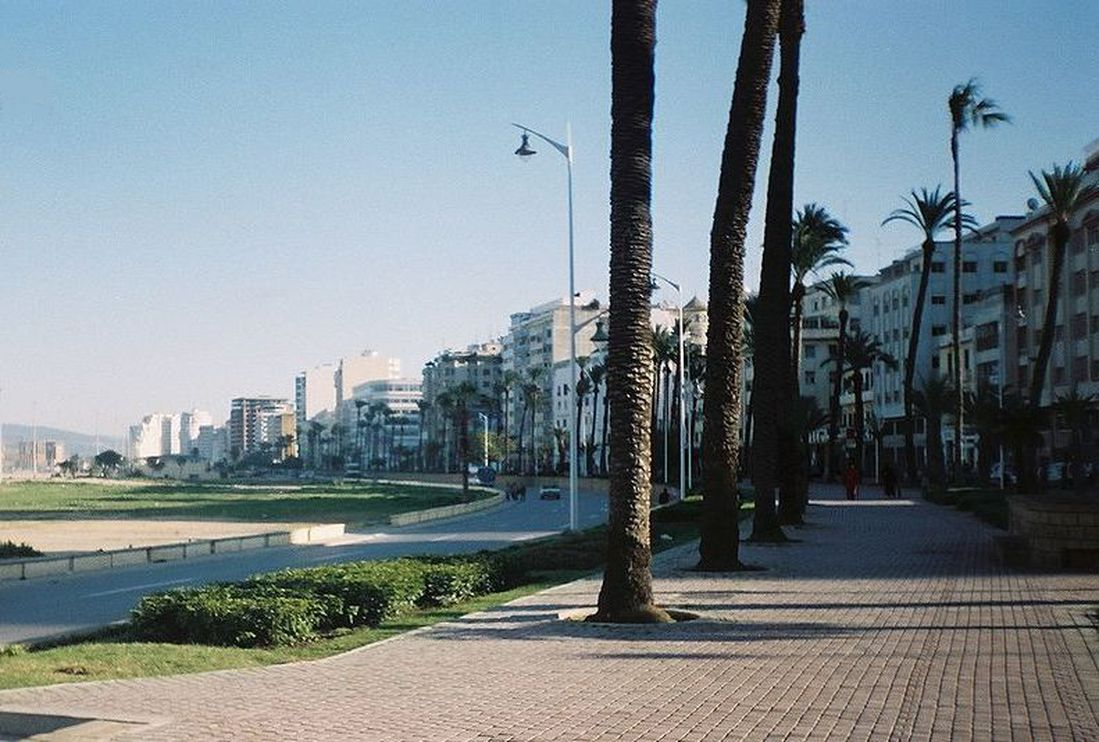
Tanger – Avenue Mohammed VI

In den 1960er und 1970er Jahren erlebte Tanger einen politischen und ökonomischen Niedergang, jedoch eine zweite literarische Blüte als „Mekka“ von europäischen und US-amerikanischen Schriftstellern der neu entstandenen Popliteratur. Paul Bowles, Jane Bowles, Tennessee Williams, Jack Kerouac, Muhammad Asad, Truman Capote und William S. Burroughs waren nur einige von ihnen. Außer dem Ehepaar Bowles handelt es sich bei den Literaten aber um keine dauerhaften Bewohner der Stadt, sondern um expatriierte Besucher. Sie waren literarisch sehr produktiv, ihre Darstellungen dominieren das Bild Tangers für die Amerikaner und Europäer bis heute. Auch Marokkos wohl berühmtester Schriftsteller, Mohamed Choukri, lebte hier. Er verarbeitete seine Erfahrungen als armer Heranwachsender im Tanger der 1950er Jahre in seinem Roman „Das nackte Brot“ (arabisch „al-Chubs al-hafi“). Später lebten der Multimilliardär Malcolm Forbes, die Schauspielerin Elizabeth Taylor und die Woolworth-Erbin Barbara Hutton in der Stadt. Auch der ehemalige israelische Außenminister Schlomo Ben Ami, die spanische Almodóvar-Schauspielerin Bibiana Fernández und der französische Sozialistenführer Jean-Luc Mélenchon wurden in Tanger geboren. Heute noch leben bekannte Autoren in der Stadt (z. B. Bernard-Henri Lévy).
Unter der Regentschaft von Hassan II. wurden die Stadt und der Norden Marokkos planmäßig vernachlässigt. Erst mit der Regentschaft von König Mohammed VI. (ab 1999) erlebte Tanger eine neue Blüte. Urbanistische Großprojekte wie etwa die Freilegung der alten Stadtmauern oder die Verlagerung der Hafenfunktionen in den neuen Seehafen Tanger-Med östlich der Stadt sowie das urbane Umbauprogramm Tanger-Métropole gestalten den Charakter Tangers seit etwa 2010 auf grundlegende Weise neu.

## Sehenswürdigkeiten
Aus karthagischer Zeit stammen die in den Fels gehauenen und in römischer Zeit wiederverwendeten Steinkistengräber der Nekropole von Marshan. Die Römer umgaben im 3. und 4. Jahrhundert den Burgberg – das heutige Kasbah-Viertel – mit einer Stadtmauer, die von den Portugiesen im 15. und 16. Jahrhundert verstärkt wurde. Sehenswert ist das Kasbah-Museum mit vielen interessanten archäologischen Fundstücken zur mehr als 2000 Jahre währenden Stadtgeschichte; Glanzstück ist das aus Volubilis stammende Bodenmosaik mit der Darstellung einer „Seefahrt der Venus“. Größte Attraktion der Stadt ist die belebte Medina (Altstadt) rund um den Petit Socco mit ihren Märkten, Handwerksbetrieben, Geschäften und Cafés. In der Umgebung des Grand Socco befinden sich mehrere Galerien; sie präsentieren Wechselausstellungen mit Werken marokkanischer und europäischer Künstler. Auch die im Jahr 1894 erbaute anglikanische Kirche des Heiligen Andreas mit dem sie umgebenden Friedhof lohnt einen Besuch.
Umgebung
Unweit des Kap Spartel befindet sich die Herkulesgrotte, in deren Nachbarschaft sich wiederum die Ruinen der römischen Garum-Fabrik von Cotta befinden.

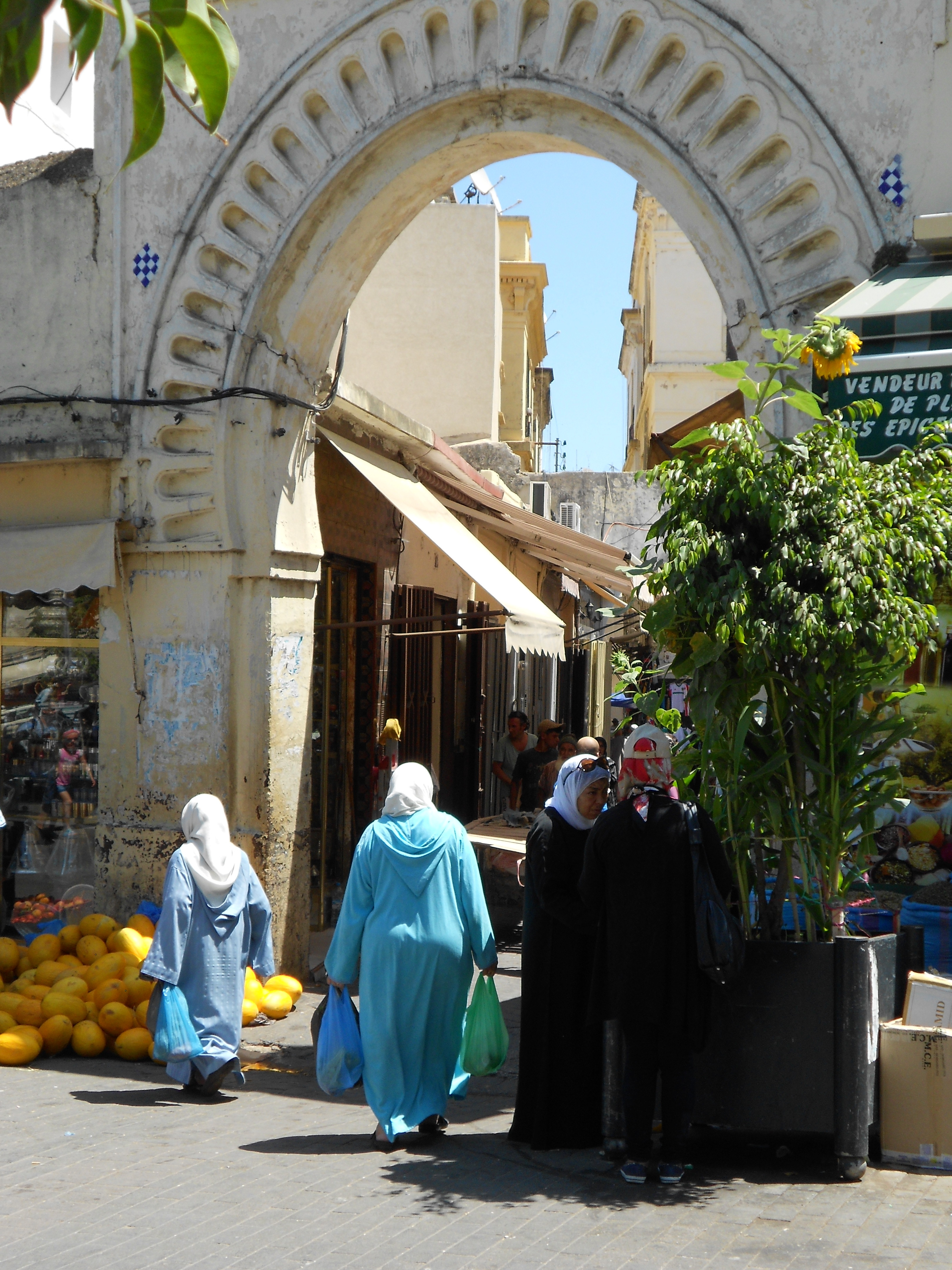
Tor zwischen dem Grand Socco und der Medina
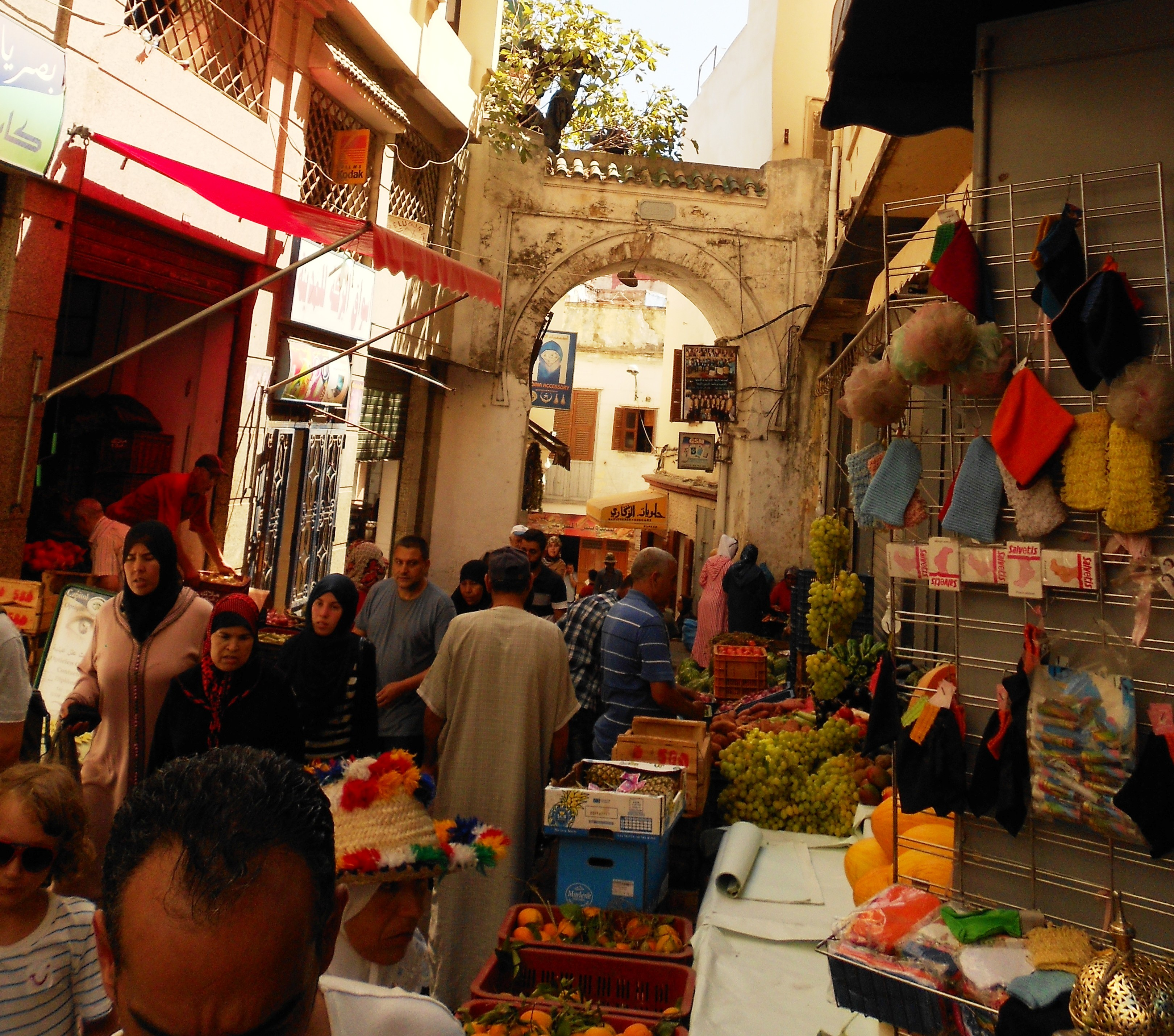
Marktstände in der Medina
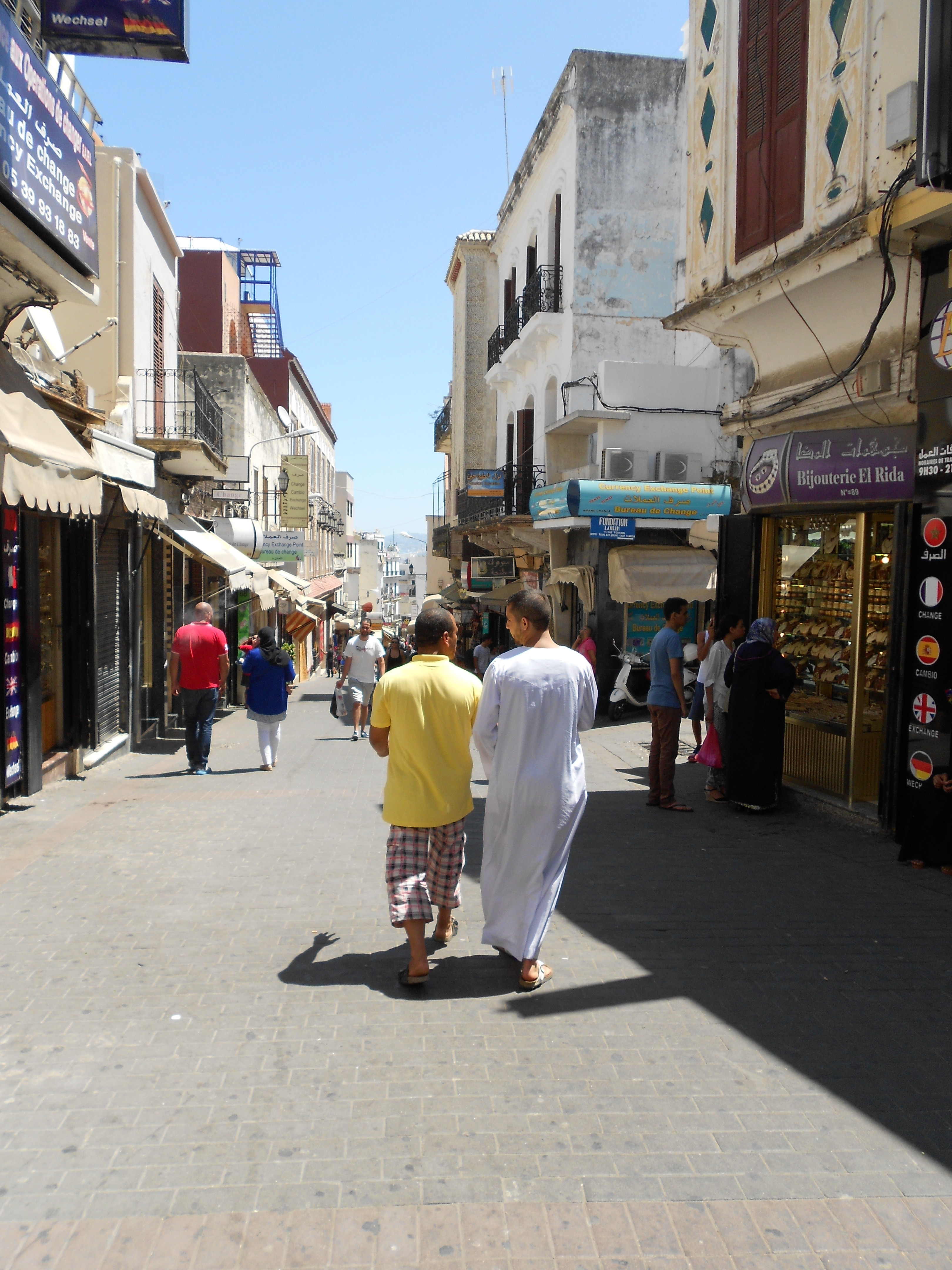
Rue des Siaghines in der Medina
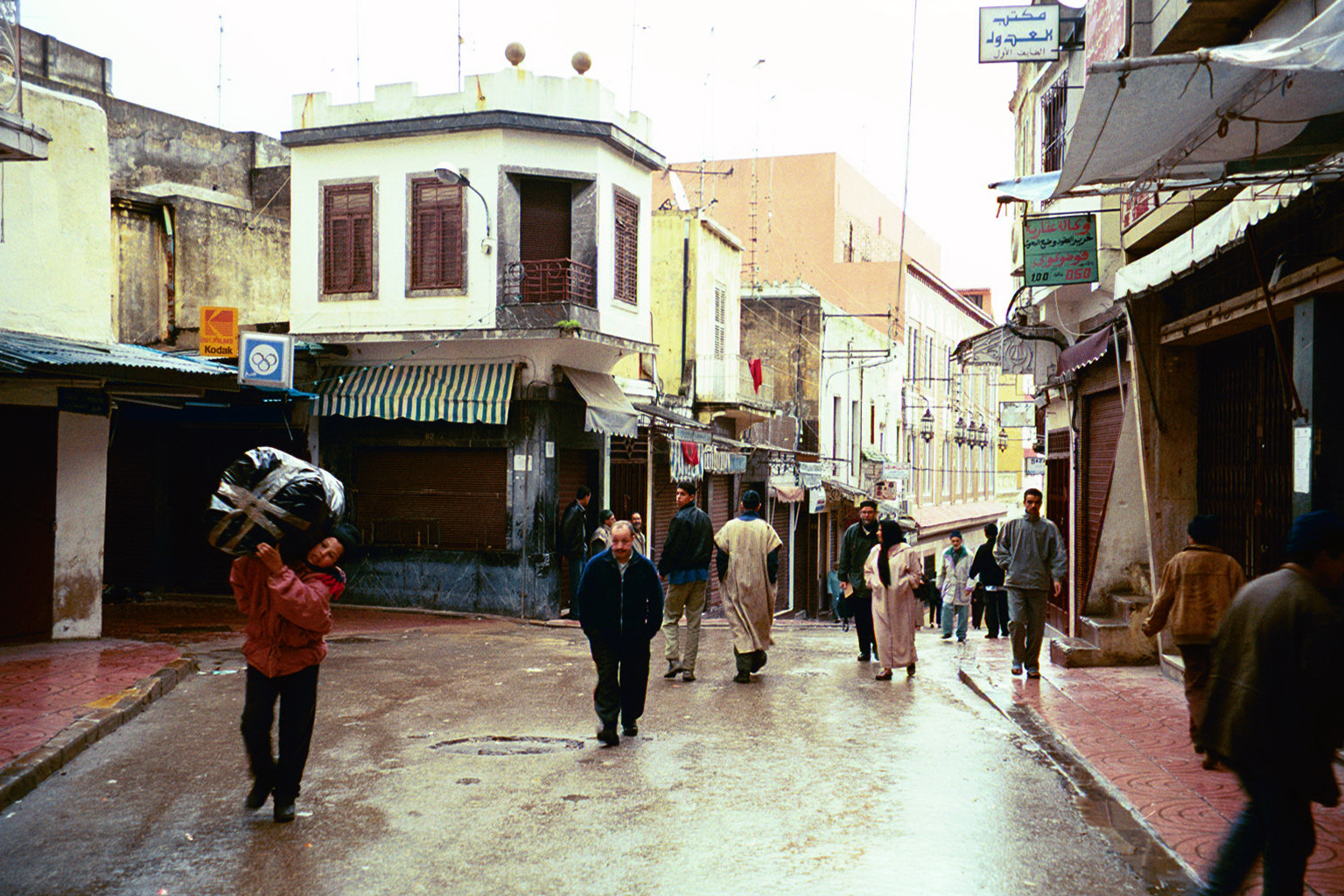
Die Medina im Regen
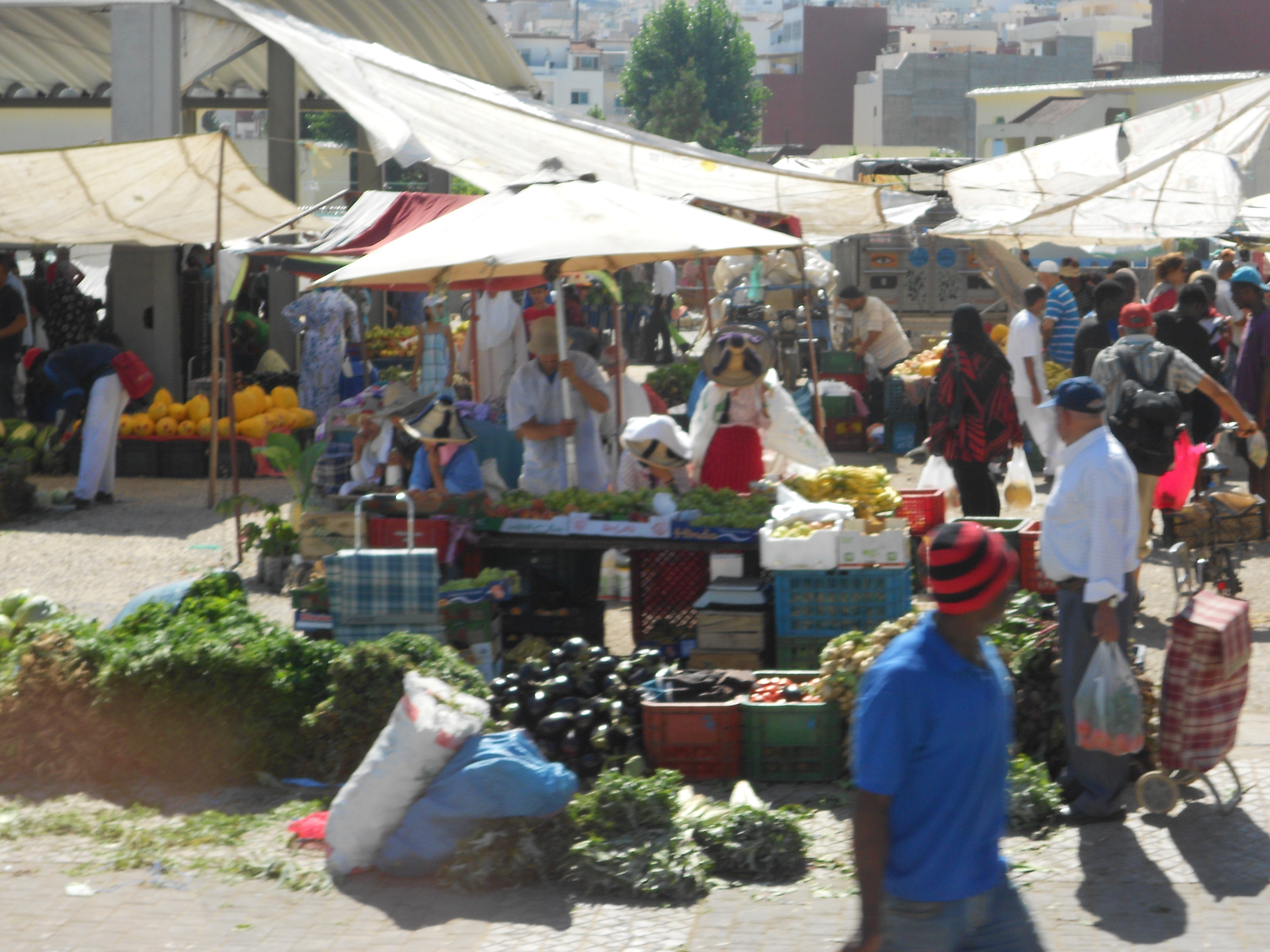
Wochenmarkt
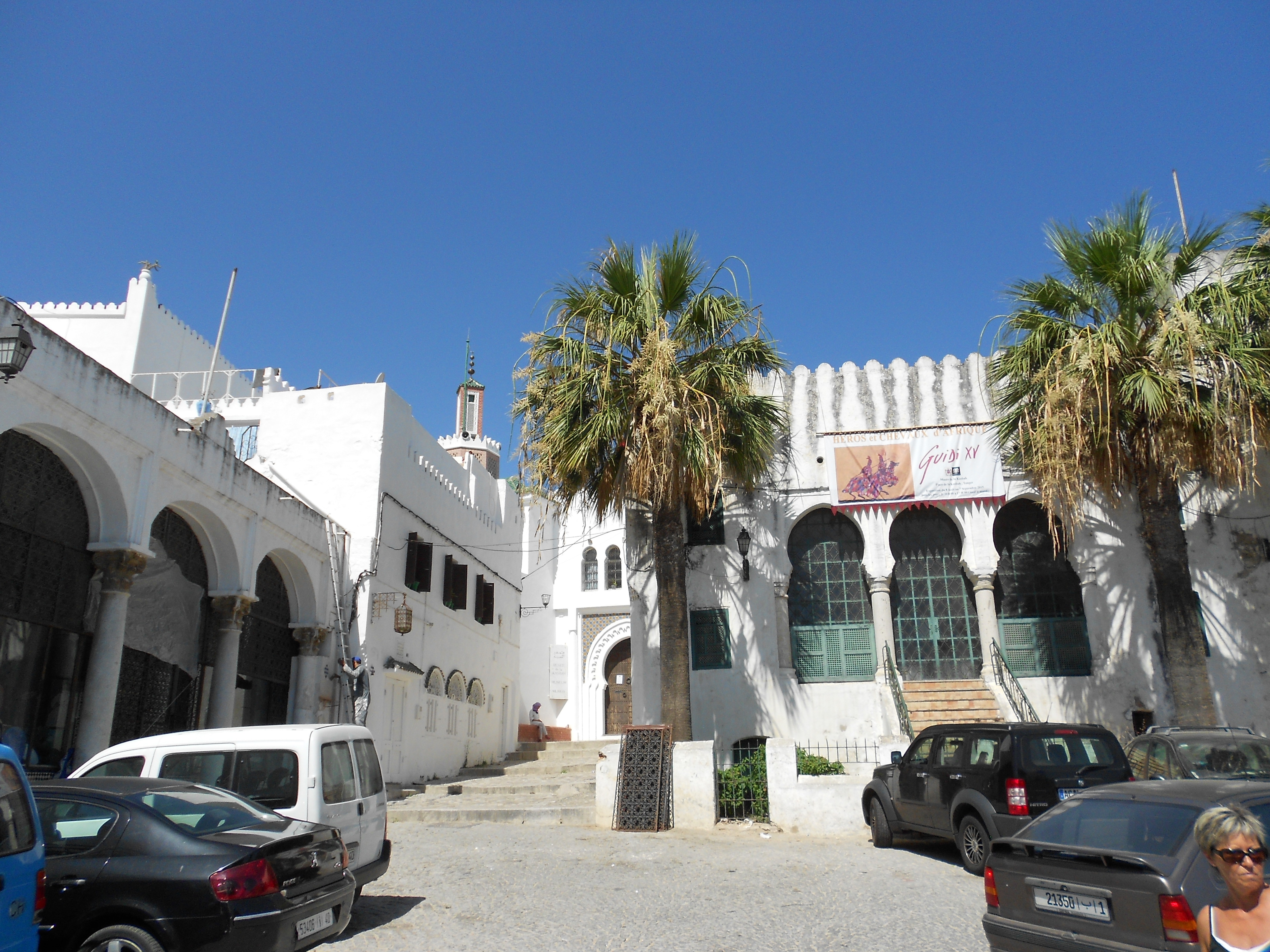
Musée de la Casbah
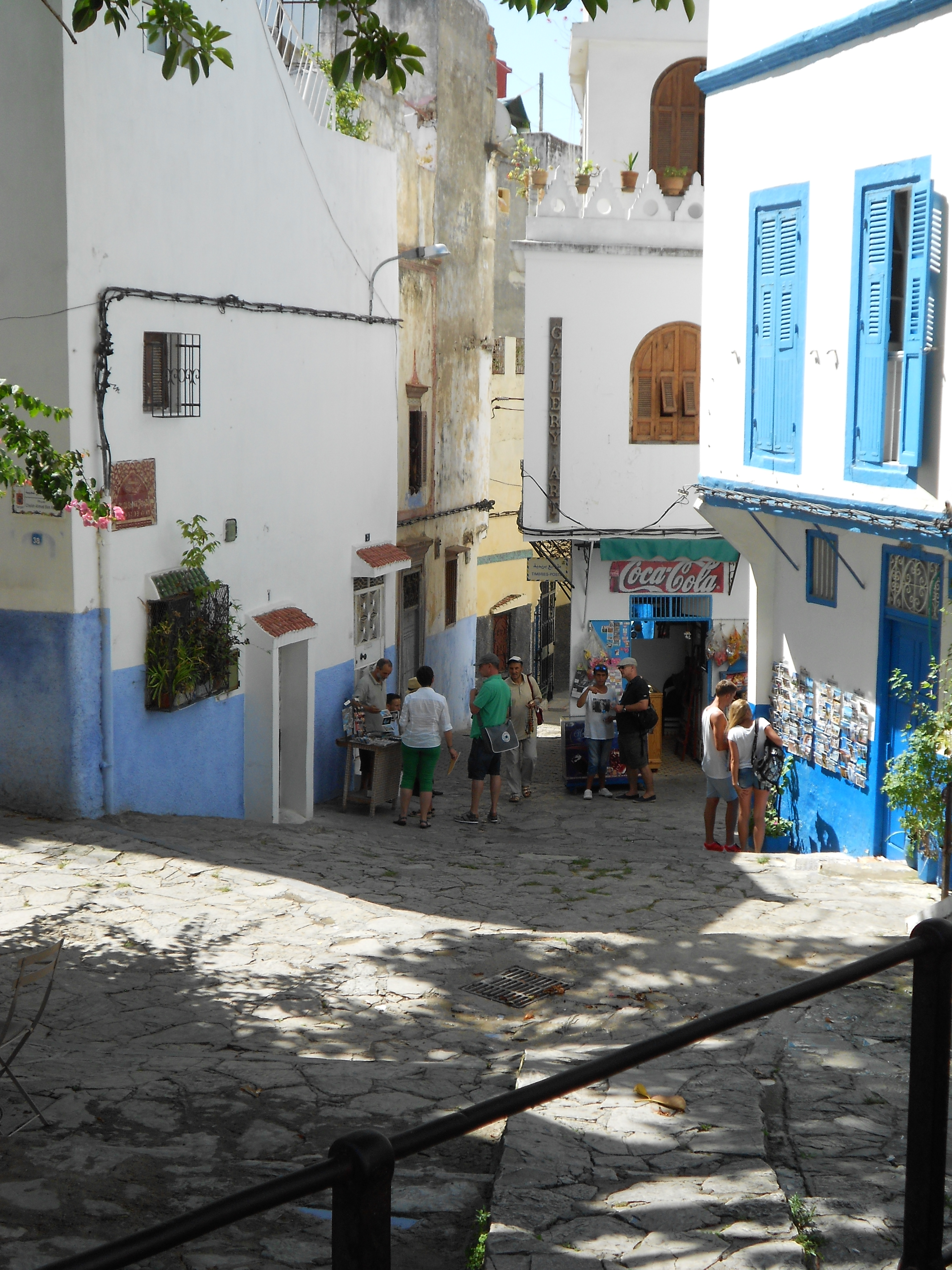
Enge Gassen auf dem Kasbah-Hügel
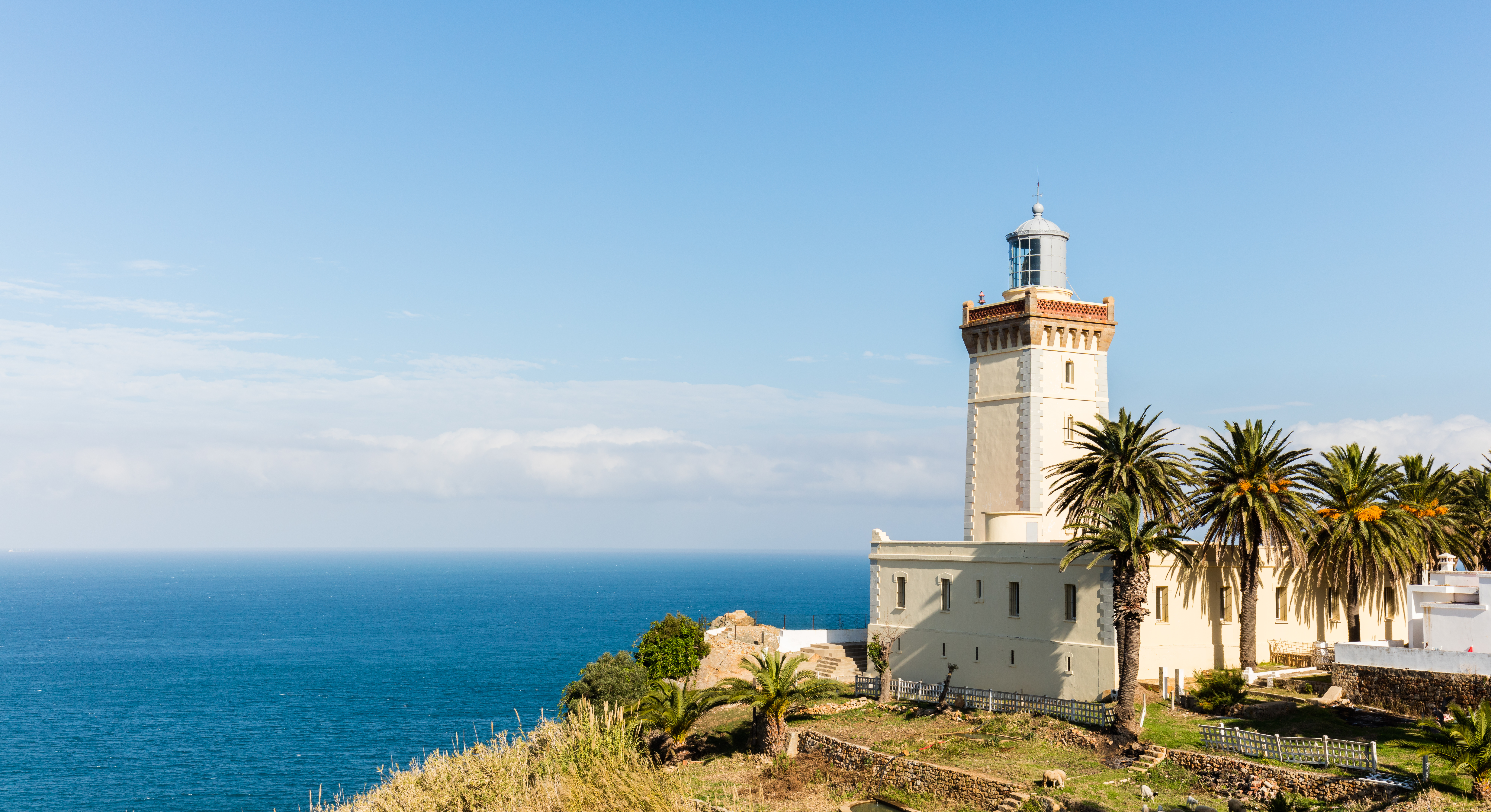
Leuchtturm auf dem Kap Spartel
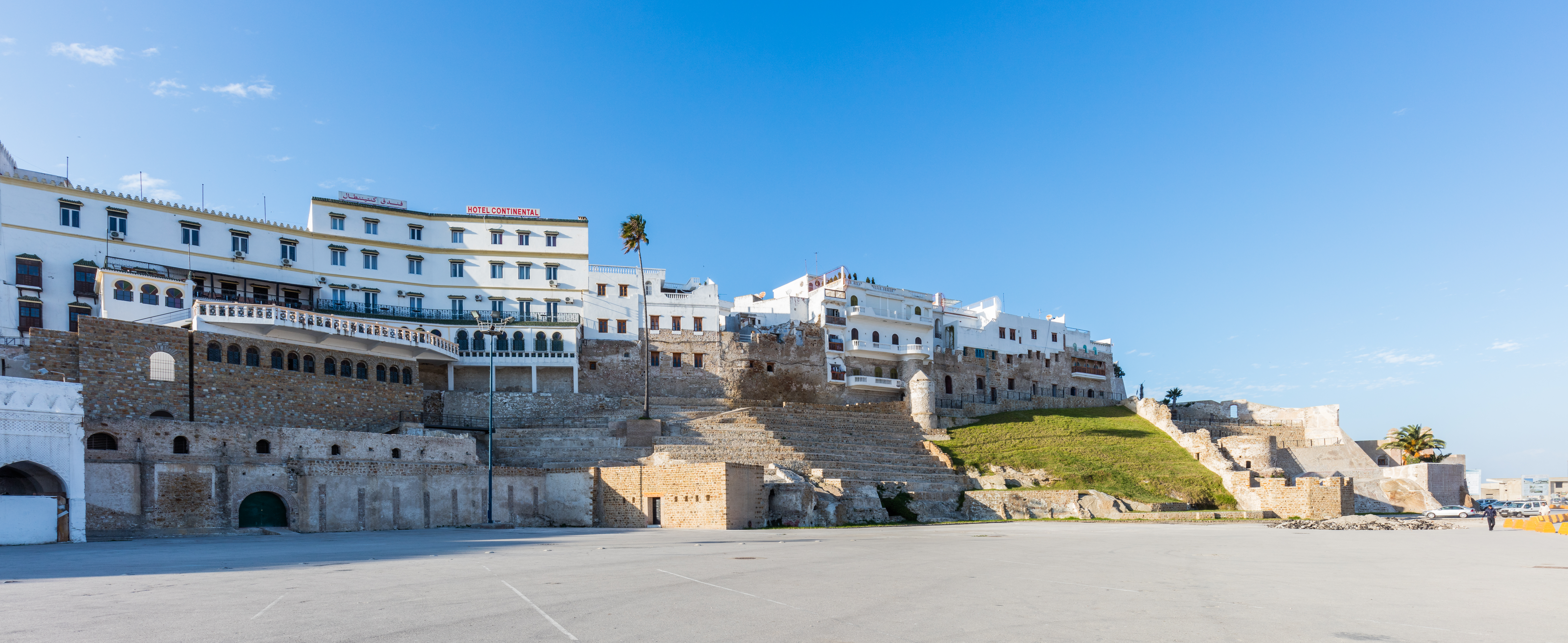
Alte Mauer

## Kultur
Bedeutsam ist der mediterrane Charakter, der Tanger von anderen Städten Marokkos unterscheidet. Generell war die Stadt durch ein Miteinander von europäischer, muslimischer und jüdischer Kultur geprägt. So ist beispielsweise die Altstadt architektonisch weitgehend von typisch mediterranen Baumerkmalen geprägt (z. B. Fenster zur Straße, Balkone). Auch im lokalen arabischen Dialekt spiegelt sich der Einfluss romanischer Sprachen (z. B. cusina von span. cocina für Küche). Die religiösen Gruppen lebten zusammen in denselben Stadtvierteln und Wohnblöcken, in der Zeit der Internationalen Zone war die Klassenschichtung bedeutsamer als die der nationalen Herkunft oder Zuordnung. Angehörige aller Gruppen pflegten neben ihren offiziellen religiösen Ausrichtungen auch die Verehrung der Dschinn, die in Tanger spezielle Örtlichkeiten der Verehrung hatten: insbesondere die Felsen von Lalla Jmila und Sidi Hammou wurden von christlichen, jüdischen und muslimischen Frauen verehrt, um Liebesglück und Fruchtbarkeit zu erbitten. Noch heute wird das Heiligtum von Sidi Maimoun aus diesen Gründen besucht.
Traditionell spielten und spielen die Zünfte und die Sufibruderschaften der Gnawa, Aissawa und Hamadsa eine wichtige Rolle im kulturellen Gefüge der Stadt.
Mit dem Zuzug von Marokkanern aus dem Hinterland, insbesondere seit den 2000er Jahren, hat sich auch die kulturelle Geprägtheit der Stadt stark verändert. Heute findet man auch in Tanger mehr und mehr verschleierte Frauen; bis in die 2000er Jahre hinein zeichnete sich die Stadt durch einen legeren Kleidungsstil – insbesondere auch von Frauen (europäische Röcke, offene Haartracht) – aus. Diese Veränderung ist sichtbarstes Zeichen der allgemeinen Entwicklung der lokalen Kultur seit der Jahrtausendwende, weg von einem mediterranen hin zu einem zunehmend traditionellen Lebensstil. Seit dem Jahr 2000 findet alljährlich im Sommer das Jazz-Festival Tanjazz statt.

## Söhne und Töchter der Stadt
- Hassan Akesbi (1934–2024), marokkanischer Fußballnationalspieler
- Mohamed Azzouzi (* 1962), belgischer Politiker, geboren in Tanger, Mitglied der Parti socialiste (PS)
- Ibn Battūta (1304–1377), berberischer Forschungsreisender des 14. Jahrhunderts
- Mark Baillie, Sohn britischer Eltern, Hauptdarsteller als Kind in Stephen Frears Film The Burning (1968)
- Schlomo Ben-Ami (* 1943), israelischer Diplomat, Historiker und Politiker
- Farida Benlyazid (* 1948), marokkanische Filmemacherin
- Abdellatif Bousseta (* 1973), marokkanischer Literat
- Karim Debbagh (* 1972), marokkanischer Filmproduzent
- Bibiana Fernández (Bibi Andersen) (* 1954) spanische Schauspielerin
- Fátima Gharbi (* 2001), marokkanisch-spanische Fußballspielerin
- Henri Gillet (* 1953), Mathematiker
- Sol Hachuel (1817–1834), jüdische Heilige. Wurde in Fez enthauptet, da man ihr unterstellte, sie sei zum Islam konvertiert und sei dennoch Jüdin geblieben
- Hicham Hamdouchi (* 1972), marokkanischer Schachspieler
- José Hernández (1944–2013), spanischer Maler und bildender Künstler
- Diego Jiménez Armstrong (1844–?), Architekt, prägte das Stadtbild Tangers
- Jean-Marie Machado (* 1961), französischer Jazzpianist und Komponist
- Jean-Luc Mélenchon (* 1951), französischer Politiker
- Duarte de Meneses (1537–1588), portugiesischer Offizier und Kolonialverwalter
- Mohamed Mrabet (* 1936), marokkanischer Autor
- Rachel Muyal (1933–2020), Literaturagentin
- Eduardo Niebla (* 1955), spanischer Gitarrist, Arrangeur und Komponist
- Hagen Schulze (1943–2014), deutscher Historiker
- Moumen Smihi (* 1945), marokkanischer Filmemacher
- Alexander Spotswood (1676–1740), britisch-amerikanischer Politiker
- Heinz Tietjen (1881–1967), deutscher Komponist und Leiter der Bayreuther Festspiele
- Maryam Touzani (* 1980), Filmschauspielerin, Drehbuchautorin und Filmregisseurin
- Antonio Ángel Vázquez Molina (1929–1980), spanischer Schriftsteller, Preisträger des Premio Planeta 1962
- Jorge Verstrynge (* 1948), Generalsekretär der spanischen Partei Alianza Popular zwischen 1979 und 1986
- Jacques Vignet-Zunz (* 1936), Ethnologe
- Abderrahmane Youssoufi (1924–2020), Politiker, 1998–2002 Premierminister

## Personen, die mit der Stadt verbunden sind
- Abd-al-Aziz (1880–1943), Sultan von Marokko von 1894–1908, lebte in Tanger im Exil
- Abd al-Hafiz (1876–1937), Sultan von Marokko von 1908–1913, lebte 1913/1914 in Tanger im Exil
- Marga d’Andurain (1893–1948), Geliebte von Lawrence von Arabien, spanische Spionin, lebte seit 1945 in Tanger, wo sie vom ehemaligen Gestapoagenten Hans Abele ermordet wurde
- George Apperley (1884–1960), britischer Maler
- Yto Barrada (* 1971), frankomarokkanische Photographin
- Tahar Ben Jelloun (* 1944), marokkanischer Schriftsteller
- Samuel Beckett (1906–1989), irischer Literat und Nobelpreisträger, lebte in den 1970er und 80er Jahren mehrmals in Tanger
- Jane Bowles (1917–1973), amerikanische Schriftstellerin
- Paul Bowles (1910–1999), amerikanischer Schriftsteller
- William S. Burroughs (1914–1997), amerikanischer Schriftsteller der Beat Generation
- Truman Capote (1924–1984), amerikanischer Schriftsteller
- Elisa Chimenti (1883 in Neapel, gestorben 1969 in Tanger), italienische Journalistin, Pädagogin, Schriftstellerin und Ethnologin
- Marthe de Chambrun-Ruspoli, Prinzessin, Archäologin und Liebhaberin von Jane Bowles
- Mohamed Choukri (1935–2003), Marokkanischer Schriftsteller
- Carleton Coon (1904–1981), amerikanischer Spion und Ethnologe
- Matt Damon (* 1970), amerikanischer Filmschauspieler, drehte Szenen des Filmes The Bourne Ultimatum z. T. in Tanger
- Eugène Delacroix (1798–1863), französischer Maler
- Leonardo DiCaprio (* 1974), amerikanischer Filmschauspieler, drehte Szenen des Filmes Inception (2010) z. T. in Tanger
- Tamara Dragadze (* 1943), britisch-georgische Prinzessin, Ethnologin und politische Aktivistin
- Alberto España (1885–1969), spanischer Literat und Journalist, lebte ab 1910 in Tanger
- Malcolm Forbes (1919–1990), amerikanischer Magnat
- Antonio Fuentes, spanischer Maler
- Giuseppe Garibaldi, von Oktober 1849 bis Juni 1850 in Tanger exiliert
- Christopher Gibbs (1938–2018), britischer Antiquar und Modemacher und Erfinder des „Swinging London“, lebte in Tanger mit seinem Lebenspartner Peter Hinwood
- Thami El Glaoui (1870–1956), Pascha von Marrakesch (1918–1955); lebte als Gegenspieler von Sultan Mohamed V in Tanger
- Juan Goytisolo (1931–2017), spanischer Schriftsteller, Namensgeber des Instituto Cervantes von Tanger
- Abdellah Guennoun (1908–1989), marokkanischer Literat und Philosoph
- Joseph Philipp Gumpert (1822–1899), in Böhmen geboren. Die Familie Gumpert leitete von 1878 bis 1927 den Leuchtturm am Cap Spartel
- Dieter Haller (* 1962), deutscher Ethnologe (Feldforschung in Tanger 2013/2014, sowie bis heute)
- Walter Burton Harris (1866–1933), britischer Journalist und Korrespondent der Zeitung The Times
- David Alexander Reginald Herbert (1908–1995), Sohn von Reginald Herbert, 15. Earl of Pembroke. Britischer Lebemann und Exzentriker, lebte 50 Jahre in Tanger
- Peter Hinwood (* 1946), Filmschauspieler, Darsteller des Rocky in der Rocky Horror Picture Show, Lebenspartner von Christoper Gibbs; lebt in Tanger
- Barbara Hutton (1912–1979), amerikanische Erbin
- Mick Jagger (* 1943), britischer Musiker, verbrachte auf Einladung von Christopher Gibbs 1964–65 in Tanger
- Christine Kaufmann (1945–2017), deutsche Schauspielerin, lebte 1991–1996 in Tanger
- Emily Keene (1849–1943), lebte seit 1872 in Tanger, heiratete 1873 den Cherifen von Ouazzane, mit dem sie bis zu ihrem Tode in Tanger lebte
- Boris Kerenski (* 1971), deutscher Journalist (Herausgeber, zus. mit Florian Vetsch des „Tanger Telegramm. Reise durch die Literaturen einer legendären marokkanischen Stadt“ 2004/17)
- Jack Kerouac (1922–1969), amerikanischer Schriftsteller der Beat Generation
- Harry Aubrey de Vere Mac Lean (1848–1920), britischer Militär und später Kaid (Militärchef) der marokkanischen Sultane; lebte ab 1875 in Tanger
- Reinhard Mannesmann (1856–1922), deutscher Unternehmer, von 1907–1914 in Tanger
- Moise Many (* 1961), aus Palästina stammender Chefarzt des jüdischen Hospital Benchimol
- Felix A. Mathews (1833–1899), amerikanischer Konsul in Tanger von 1869–1893
- Henri Matisse (lebte in Tanger 1912/1913), französischer Maler und Bildhauer
- Marguerite McBey (1905–1999), amerikanische Malerin, lebte und starb in Tanger
- Sir Moses Montefiore (1784–1885), britischer Philanthrop, organisierte 1860/61 Hilfsaktionen für jüdische Flüchtlinge aus den von Spanien eroberten Gebieten des Rif.
- Ion Perdicaris (1840–1925), amerikanisch-griechischer Unternehmer; wurde 1904 von dem Rebellen des Ahmed ben Mohammed el-Raisuli entführt und löste dadurch eine amerikanische Intervention in Marokko aus.
- Ignacio Ramonet (* 1943), Gründer von Attac, lebte in seiner Jugend in Tanger
- Ahmed ben Mohammed el-Raisuli (1871–1925), Herr von Larache und Entführer von Ion Perdicaris (1904)
- Reichmann (Familie), Ungarische Unternehmerfamilie, floh im Zweiten Weltkrieg nach Tanger. Banker und Philanthropen, die die Flucht von jüdischen Flüchtlingen aus Europa organisierten. In den 1950er Jahren zog die Familie nach Kanada. Heute gehören die Reichmanns zu den wohlhabendsten Familien der Welt.
- Adolf Renschhausen, deutscher Kommerzienrat und Unternehmer, lebte 1890 bis 1914 in Tanger
- Joe Renucci (1908–1958), französischer Schmuggler und „Statthalter“ der amerikanischen Mafiapaten Lucky Luciano in Tanger nach 1952
- Walter Rottenburg (1851–1906), deutscher Offizier und Unternehmer, lebte seit 1890 in Tanger, er war Krupp-Vertreter und militärischer Berater des Sultans.
- Daniela Ruah (* 1983), amerikanisch-portugiesische Filmschauspielern (Navy CIS), Familie stammt aus Tanger
- Camille Saint-Saëns (1835–1921), französischer Komponist, schrieb Danse macabre, poème symphonique en sol mineur in Tanger
- Daniel Saurin (1869–1953), französischer Anwalt und Vizepräsident der Gesetzgebenden Versammlung der Internationalen Zone von Tanger
- Karl Emil Schabinger von Schowingen (1877–1967), deutscher Diplomat (in Tanger von 1901–1913)
- Josep Tapiró Reus (1836–1913), spanischer Maler, lebte seit 1877 in Tanger
- Elizabeth Taylor (1932–2011), britische Schauspielerin
- Edvard Westermarck (1862–1939), finnischer Ethnologe
- Tennessee Williams (1911–1983), amerikanischer Schriftsteller (schrieb in Tanger Die Katze auf dem heißen Blechdach)